# Distretto di Asaka
Il distretto di Asaka è uno dei 14 distretti della Regione di Andijan, in Uzbekistan con 191.500 abitanti.
Il capoluogo è Asaka.

## Geografia antropica

### Suddivisioni amministrative
Il distretto è formato da 9 comuni:
- Asaka
- Zarbdor
- Ilgʻor
- Kujgan
- Mustahkam
- Niyozbotir
- Oʻzbekiston
- Qadim
- Qoratepa